# Molorchus pinivorus
Molorchus pinivorus là một loài bọ cánh cứng trong họ Cerambycidae.